# Castell de Santa Bàrbara
|  | Per a altres significats, vegeu «Castell de Santa Bàrbara (la Freixneda)». |

El castell de Santa Bàrbara o Bàrbera està situat en el centre de la ciutat d'Alacant, sobre la muntanya del Benacantil, una mola rocosa de 166 m d'altitud a la vora del mar, el que li conferia un enorme valor estratègic atès que s'hi albira tota la badia d'Alacant i els seus envoltants terrestres. La imatge de la roca des de la platja del Postiguet s'assembla a una cara, sovint anomenada la cara del moro pels alacantins i també utilitzada com a icona de la ciutat alacantina.
Anomenada aquesta roca Banu-lQatil pel geògraf musulmà Al-Idrissí (segle xii), hi ha historiadors que daten l'origen del topònim en les paraules bena, transcripció a l'àrab de pinna, 'penya' en llatí, i de laqanti, adjectiu que prové de Laqant, 'Alacant' per als àrabs.

## Història del castell
En els seus vessants s'han trobat restes arqueològiques de l'edat del bronze, ibers i de l'època romana, si bé l'origen de la fortalesa d'avui en dia cal situar-lo a les acaballes del segle ix, quan hi tingué lloc la dominació musulmana.
L'infant Alfons de Castella, futur rei Alfons X de Castella, va prendre el castell als àrabs el 4 de desembre de 1248, festivitat de Santa Bàrbera, nom que va rebre el castell en conseqüència. Malgrat la resistència de l'alcaid castellà Nicolás Pérez, en 1296 Jaume el Just va prendre el recinte amb l'ajuda dels colons cristians catalans i aragonesos que hi vivien. Amb aquest rei es duu a terme la primera remodelació i, gairebé un segle després, Pere el Cerimoniós ordena que siga reforçat el recinte, i el rei Carles I de Castella ampliaria la seua fortificació a les primeries del segle xvi. Joan Coloma i Cardona, alcaid del castell designat per Felip II de Castella, promou la construcció de la majoria de les dependències que hui dia es contemplen. Les obres van durar de 1562 a 1580, segons projectes de Joan Baptista i Antonelli i Jorge Pelearo el Fratí.

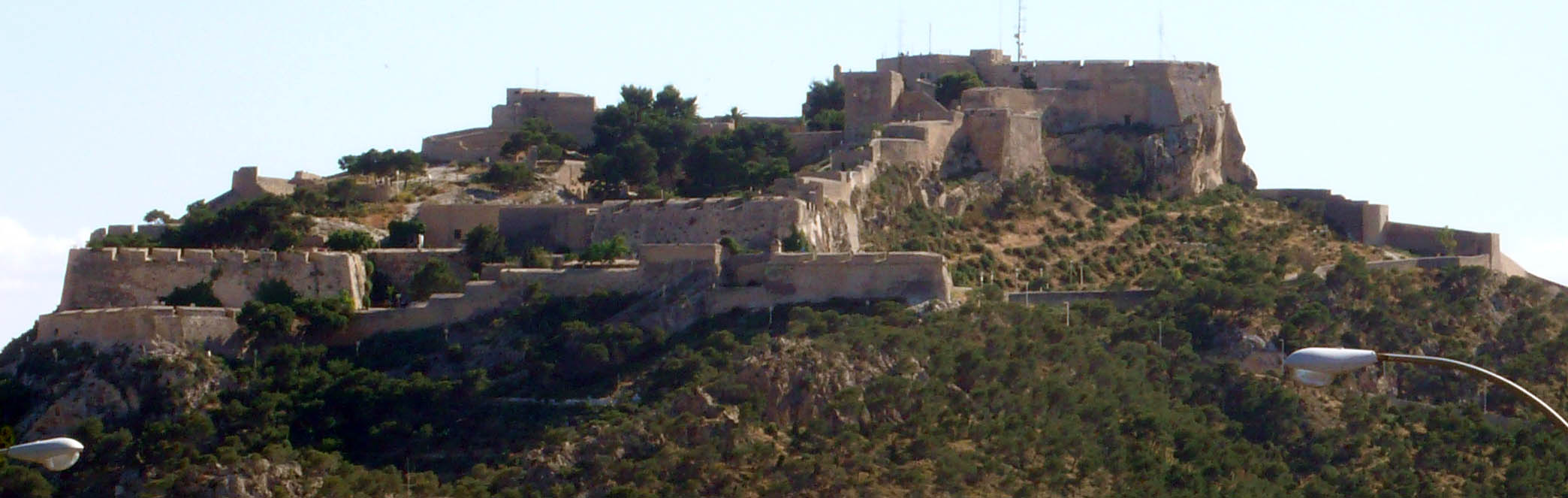
Vista del castell de Santa Bàrbara des de l'avinguda de Dénia

El recinte va patir el bombardeig d'Alacant en 1691 per l'esquadra francesa de Jean II d'Estrées, i les accions bèl·liques dutes a terme contra el castell durant la Guerra de Successió, dominada per una població majoritàriament austriacista. Així mateix, va resultar greument afectat durant la revolució Cantonal el 1873, quan la fragata cuirassada Numancia, en mans dels cantonalistes de Cartagena, va llançar els seus projectils sobre Alacant. Vint anys després, es van desarmar els seus canons.
Estigué en una situació d'abandó i ruïna fins que, en 1963, s'obrí al públic, amb la inauguració de dos elevadors per un recorregut dins de la muntanya de 142,70 m, als quals s'accedix per un túnel de 204,83 m de longitud, amb l'entrada en l'avinguda de Jovellanos, al Raval Roig.

## Recintes

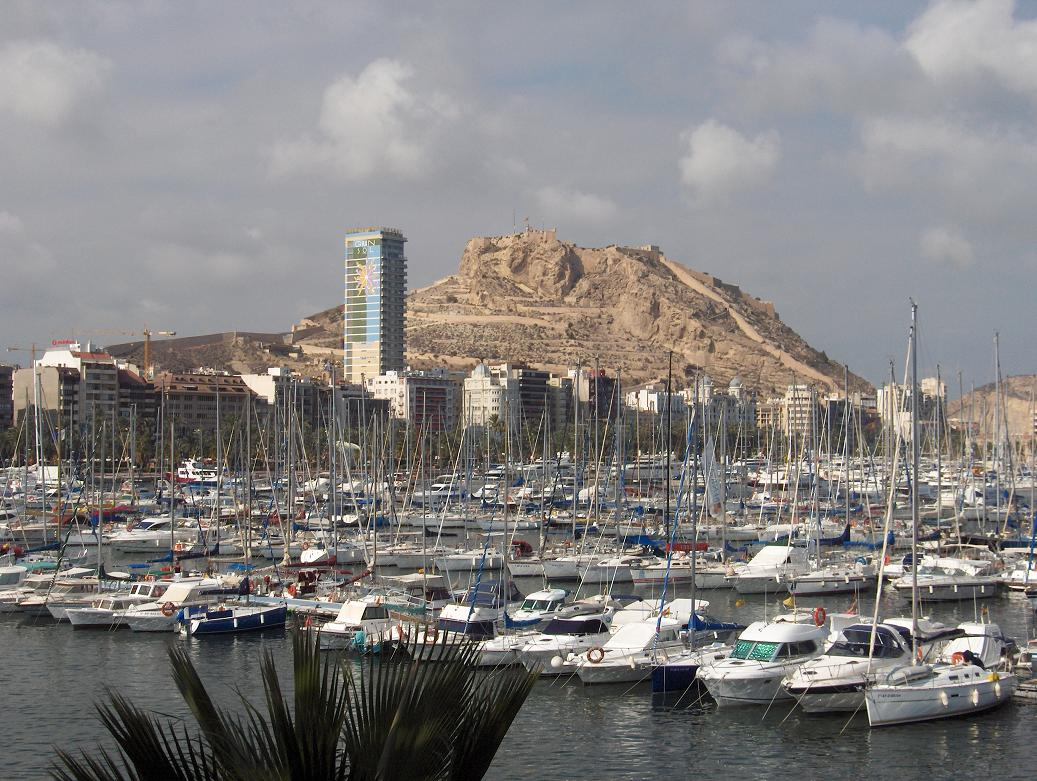
Vista del castell des del port d'Alacant

El castell consta de tres àrees diferenciades:
- La torreta: Té els vestigis més antics de tota la fortalesa, especialment la Torre de l'Homenatge. Són uns basaments del segle xi al xiii. Es troben, a més a més, el Baluard dels Anglesos, així com altres dependències: Parc d'Enginyers, Sala Noble, d'ús hospitalari, Casa del Governador, etc.
- Pilastra del Castell: Es tracta de l'esplanada més elevada, on estigué l'antiga alcassaba. El recinte entremig correspon a les dependències més importants acabades en 1580: Sala Felip II, antic Cos de la Tropa davant del Pati d'Armes, i a l'esquena es troben les runes de l'ermita de la Santa Bàrbara, Corp de Guàrdia, Baluard de la Reina, etc.
- Ravellí del Bon Repòs: Actualment es tracta d'un aparcament on es troba el monument al militar alacantí Félix Berenguer de Marquina, capità general de les Filipines i virrei de Nuevo México. El gran escut de marbre blanc que hi ha dalt de la porta d'accés al segon recinte es trobava anteriorment al Reial Consolat de Mar, un edifici que va ser destruït en l'explosió d'El Gato.